# Jorge José de Amorim Campos
Jorge de Amorim Campos (Rio de Janeiro, 17 augustus 1964), ook wel kortweg Jorginho genoemd, is een voormalig Braziliaans profvoetballer en voetbaltrainer.

## Clubcarrière
Jorginho speelde tussen 1983 en 2002 voor America-RJ, CR Flamengo, Bayer Leverkusen, Bayern München, Kashima Antlers, São Paulo FC, CR Vasco da Gama en Fluminense FC.

## Braziliaans voetbalelftal
Jorginho debuteerde in 1987 in het Braziliaans voetbalelftal en speelde vierenzestig interlands, waarin hij drie keer scoorde. In 1994 wist hij met het Braziliaans voetbalelftal het wereldkampioenschap voetbal te winnen.

## Erelijst
Als speler
 CR Flamengo
- Campeonato Brasileiro Série A: 1987
- Campeonato Carioca: 1986
- Taça Guanabara: 1984, 1988

 Bayern München
- Bundesliga: 1993/94

 Kashima Antlers
- J1 League: 1996, 1998

 CR Vasco da Gama
- Campeonato Brasileiro Série A: 2000
- Copa Mercosur: 2000
- Taça Guanabara: 2000

 Brazilië onder 20
- Wereldkampioenschap voetbal onder 20: 1983

 Brazilië
- Wereldkampioenschap voetbal: 1994
- Rous Cup: 1987

Individueel als speler
- FIFA Fair Play Award: 1991
- FIFA XI: 1991
- Wereldkampioenschap voetbal All-Star Team: 1994
- J1 League MVP: 1996
- J1 League Best XI: 1996
- J.League Cup MVP: 1997

Als trainer
 Kashima Antlers
- J.League Cup: 2012
- Suruga Bank Championship: 2012

 CR Vasco da Gama
- Campeonato Carioca: 2016

 Buriram United
- Thai League 1: 2023/24